# Rockstar (Nickelback)
Rockstar è un singolo della band canadese Nickelback, pubblicato nell'estate del 2007 come estratto dall'album All the Right Reasons.

## Descrizione
Il pezzo è stato prodotto da Frank Caridi e Cara Casey e diretto da Dori Oskowitz.
La canzone si concentra sul desiderio di vivere la stereotipata vita da rockstar appunto, tipicamente rappresentata come mix di soldi, droga e ragazze.

## Video musicale
Il video della canzone è stato girato in alcune famose location statunitensi (come Times Square, il Flatiron Building, il Grand Central Terminal e la Playboy Mansion) e non solo, in quanto si vedono anche il Big Ben di Londra, il Teatro dell'Opera di Sydney e molti altri monumenti famosi.
Il pezzo viene cantato in lip sync sia da persone comuni che da personaggi noti: tra questi si possono citare il frontman degli ZZ Top Billy Gibbons, che agisce anche come interlocutore della voce cantante, l'ex campione di arti marziali miste Chuck Liddell, l'attrice Eliza Dushku, il bassista dei Kiss Gene Simmons, l'ex giocatore di hockey sul ghiaccio Wayne Gretzky, il cast di The Girls Next Door, il cantante Kid Rock, la cantante Nelly Furtado, il cast del reality show American Chopper, il cantante Ted Nugent ed il cestista statunitense Grant Hill.
La scena finale mostra i fan ad un concerto che cantano tutti insieme il motivetto "Hey Hey I wanna be a rockstar".

## Tracce
1. Rockstar (radio edit) - 4:15
2. Never Again (live in Atlanta) - 4:16
3. Photograph (live in Atlanta) - 4:38

## Formazione
Gruppo
- Chad Kroeger - voce, chitarra ritmica
- Ryan Peake - chitarra solista, cori
- Mike Kroeger - basso
- Daniel Adair - batteria

Altri musicisti
- Billy Gibbons - chitarra ritmica
- Chris Gestrin - organo

## Classifiche
| Classifica (2007)             | Posizione massima |
| ----------------------------- | ----------------- |
| Austria                       | 5                 |
| Belgio (Fiandre)              | 23                |
| Bulgaria                      | 36                |
| Canada                        | 39                |
| Danimarca                     | 32                |
| Germania                      | 23                |
| Irlanda                       | 2                 |
| Paesi Bassi                   | 14                |
| Regno Unito                   | 2                 |
| Stati Uniti                   | 6                 |
| Stati Uniti (adult top 40)    | 6                 |
| Stati Uniti (alternative)     | 37                |
| Stati Uniti (mainstream rock) | 4                 |
| Svezia                        | 10                |
| Svizzera                      | 14                |